# Teresa Portela (piragüista portuguesa)
Teresa do Rosário Afonso Portela (Esposende, 30 de octubre de 1987) es una deportista portuguesa que compite en piragüismo en la modalidad de aguas tranquilas.
Ganó tres medallas en el Campeonato Mundial de Piragüismo, en los años 2009 y 2022, y cinco medallas de bronce en el Campeonato Europeo de Piragüismo entre los años 2011 y 2018.
En los Juegos Europeos de Cracovia 2023 consiguió una medalla de oro en la prueba de K2 200 m mixto.
Participó en cinco Juegos Olímpicos de Verano, entre los años 2008 y 2024, ocupando el sexto lugar en Londres 2012 (K4 500 m) y el séptimo en Tokio 2020 (K1 500 m).

## Palmarés internacional
| Campeonato Mundial | Campeonato Mundial      | Campeonato Mundial | Campeonato Mundial |
| Año                | Lugar                   | Medalla            | Competición        |
| ------------------ | ----------------------- | ------------------ | ------------------ |
| 2009               | Dartmouth (Canadá)      | Medalla de bronce  | K4 200 m           |
| 2022               | Halifax (Canadá)        | Medalla de plata   | K2 500 m mixto     |
| 2024               | Samarcanda (Uzbekistán) | Medalla de oro     | K2 500 m mixto     |
| 2024               | Samarcanda (Uzbekistán) | DSC                | K2 200 m           |
| 2024               | Samarcanda (Uzbekistán) | DSC                | K4 500 m mixto     |
| Juegos Europeos    |                         |                    |                    |
| Año                | Lugar                   | Medalla            | Competición        |
| 2023               | Cracovia (Polonia)      | Medalla de oro     | K2 200 m mixto     |
| Campeonato Europeo |                         |                    |                    |
| Año                | Lugar                   | Medalla            | Competición        |
| 2011               | Belgrado (Serbia)       | Medalla de bronce  | K1 200 m           |
| 2012               | Zagreb (Croacia)        | Medalla de bronce  | K1 200 m           |
| 2014               | Brandeburgo (Alemania)  | Medalla de bronce  | K1 200 m           |
| 2014               | Brandeburgo (Alemania)  | Medalla de bronce  | K1 500 m           |
| 2018               | Belgrado (Serbia)       | Medalla de oro     | K2 200 m           |